# Papa ist auf Dienstreise
Papa ist auf Dienstreise ist ein jugoslawischer Spielfilm aus dem Jahre 1985. Es handelt sich dabei um den ersten international bekannt gewordenen Film von Emir Kusturica.

## Handlung
1950 in Sarajevo. Tito hatte vor zwei Jahren mit der stalinistischen Sowjetunion gebrochen. Auf Grund der politischen Situation herrscht in der jugoslawischen Bevölkerung äußerste Verunsicherung. Selbst Kommunisten wie Mehmed wissen nicht, was sie sagen dürfen und was nicht. Mehmed lebt mit seiner Frau und seinen zwei Söhnen in Sarajevo. Er hat gleichzeitig eine Affäre mit der attraktiven Ankica, die jedoch von seinem Schwager, einem Parteisekretär umschwärmt wird. Der Schwager entledigt sich seines Rivalen durch eine Denunziation. Mehmed wird in eine Kohlengrube zur Zwangsarbeit verschickt. Seine Frau Sena erzählt den Söhnen, dass der Vater auf einer Dienstreise ist. Der sechsjährige Malik glaubt die Geschichte der Mutter. Nach einigen Monaten fahren sie den Vater besuchen, doch erst als dieser in die Verbannung nach Zvornik zum Aufbau eines Wasserkraftwerkes geschickt wird, kann die Familie wieder zusammen leben. Sena zieht gemeinsam mit den Söhnen zu Mehmed in die Verbannung. Dort ist Dr. Ljahaov Mehmeds bester Freund. Mehmeds Sohn Malik verliebt sich das erste Mal, und zwar in Dr. Ljahaovs Tochter, die jedoch todkrank ist. Kurz nachdem das Mädchen gestorben ist, erhält Vater Mehmed die Neuigkeit, dass die Verbannung aufgehoben ist und die Familie nach Sarajevo zurückkehren kann. 1952 ist die Familie wieder daheim.

## Hintergrund
Der Film wird fast ausschließlich aus der Perspektive des sechsjährigen Jungen Malik erzählt, der fest an die Geschichte von dem Vater auf Dienstreise glaubt. Malik ist großer Fußballfan und der Film wird durchzogen mit Radioreportagen von Spielen der jugoslawischen Fußballnationalmannschaft bis hin zum olympischen Fußballturnier 1952. Malik ist außerdem mondsüchtig und schlafwandelt in der Nacht, was zu zahlreichen kuriosen Suchaktionen führt.

## Kritiken
„Ein poetischer, menschlich bewegender Film, der weit über den rein politischen und zeitkritischen Ansatz hinausgeht. Beeinflusst von Truffaut und Renoir, inszenierte der Bosnier Kusturica ein kleines Meisterwerk.“

## Auszeichnungen
Der Film von Emir Kusturica gewann bei den Internationalen Filmfestspielen von Cannes 1985 die Goldene Palme und wurde außerdem mit dem FIPRESCI-Preis ausgezeichnet. 1986 wurde er jeweils in der Kategorie bester fremdsprachiger Film für einen Golden Globe Award und den Oscar nominiert.